# Governatore dell'Alagoas
Il Governatore dell'Alagoas è il governatore dello Stato federato brasiliano dell'Alagoas.

## Elenco
| Ritratto | Nominativo                | Mandato           |
| -------- | ------------------------- | ----------------- |
|          | Moacir Lopes de Andrade   | 1989 - 1991       |
|          | Geraldo Bulhões           | 1991 - 1995       |
|          | Divaldo Suruagy           | 1995 - 1997       |
|          | Manuel Gomes de Barros    | 1997 - 1999       |
|          | Ronaldo Lessa             | 1999 - 2006       |
|          | Luís Abílio de Sousa Neto | 2006 - 2007       |
|          | Teotônio Vilela Filho     | 2007 - 2015       |
|          | Renan Filho               | 2015 - 2022       |
|          | Klever Loureiro           | 2022 (ad interim) |
|          | Paulo Dantas              | 2022 - in carica  |